# Юсупов, Алим Данилевич
Али́м Данилевич Юсу́пов (18 марта 1972 года, Уфа) — российский тележурналист, корреспондент программы «Итоги недели» на телеканале НТВ. Ранее — политический обозреватель старого НТВ, ТВ-6, ТВС и «Первого канала».

## Биография

### Ранние годы
Алим Юсупов родился 18 марта 1972 года в г. Уфе. В 1994 году окончил факультет журналистики Уральского государственного университета в Екатеринбурге, на 4-м и 5-м курсе стажировался в Москве, в Московском государственном университете, на международном отделении факультета журналистики.
В 1991 году работал в информационной программе в городе Нижневартовске, делал сюжеты для телекомпании ВИD.
Одновременно, с 1991 (по другим данным — с 1992 года) по 1994 год, работал на телеканале РТР внештатным корреспондентом в информационной программе «Вести».

### Карьера на телевидении
В 1994 году Юсупов устроился на телеканал НТВ как корреспондент Службы информации; на этой должности работал над программами «Сегодня» и «Итоги» этого телеканала. Делал авторские эссе о политической жизни в стране, работал в президентском пуле. Некоторое время также работал на первой российско-чеченской войне.
С июля 1998 по апрель 1999 года — руководитель Лондонского бюро НТВ — собственный корреспондент НТВ в Великобритании. После того, как собкором НТВ по Великобритании стал Андрей Черкасов, Алим Юсупов вернулся в Москву, и с апреля 1999 по апрель 2001 года снова работал специальным корреспондентом, политическим обозревателем. Являлся автором нескольких статей на политические темы в рубрике «НТВ: за кадром» на тогдашнем сайте НТВ (нынешний newsru.com). Принимал участие во встрече журналистов НТВ с президентом Путиным 29 января 2001 года.
В апреле 2001 года, после ухода команды Киселёва с НТВ, вместе с большинством своих коллег перешёл работать на телеканал Бориса Березовского ТВ-6. С мая 2001 по январь 2002 года — обозреватель информационных программ «Сейчас» и «Итоги» Службы информации ТВ-6. Широкую известность получила фраза Юсупова, сказанная Олегу Добродееву во время разгрома НТВ — «Знаете, Олег Борисович, есть вещи поважнее профессии».
С июня 2002 по март 2003 года, после отключения ТВ-6, работал на телеканале ТВС в качестве политического обозревателя программ «Новости» и «Итоги».
В марте 2003 года, за три месяца до закрытия ТВС, Алим Юсупов перешёл на работу на «Первый канал» в качестве автора документальных фильмов. Автор и ведущий документального фильма «Пейзаж перед битвой», который был показан на «Первом канале» в сентябре 2003 года. Затем сделал документальный фильм «Лондон, Новгород, Рим — свобода выбора», показанный на том же телеканале в ноябре 2003 года.
В ноябре 2004 года получил должность старшего корреспондента «Первого канала». С 2005 по 2011 год — сотрудник Дирекции информационных программ «Первого канала», обозреватель, комментатор, руководитель отдела корреспондентов канала. Автор репортажей в информационных программах «Новости», «Времена» и «Время». Как корреспондент «Первого канала» освещал войну в Грузии в августе 2008 года, землетрясение в Японии в марте 2011 года, работал в Киеве в дни политического кризиса в апреле 2007 года, а также записывал интервью с Юлией Тимошенко зимой 2005 года. Освещал президентские выборы во Франции в апреле 2007 года вместе с Жанной Агалаковой.
В июне 2006 года подготовил специальный репортаж «Чемпионат мира вне игры». Вместе с Иваном Благим создал документальный фильм «Апокалипсис-2011» о землетрясении в Японии.
Член Академии Российского телевидения с 2007 года.
В 2011—2012 годах — главный редактор ОГТРК «Ямал-Регион». Покинул занимаемую должность в июле 2012 года.
С 2012 по 2019 год — начальник информационного бюро в Москве и советник генерального директора ОГТРК «Ямал-Регион».
Весной 2019 года вернулся на НТВ, став обозревателем программы «Центральное телевидение». С декабря того же года работает в передаче «Итоги недели».